# Thánh Tam Giang
Thánh Tam Giang là danh xưng mà người dân Việt Nam tôn vinh chung hai vị tướng Trương Hống và Trương Hát được thờ ở 372 làng thuộc lưu vực ba con sông là sông Cầu, sông Thương, sông Cà Lồ. Đây là những vị tướng không chỉ được nhắc tới nhiều nhất dưới thời vua Triệu Quang Phục mà còn gắn liền với huyền thoại ra đời tác phẩm Nam quốc sơn hà, bản tuyên ngôn độc lập đầu tiên của người Việt. Danh xưng thánh Tam Giang xuất phát từ tên gọi mà các triều đại Phong kiến Việt Nam phong cho hai ông: Tam Giang thượng đẳng thần. "Tam Giang" còn bắt nguồn từ cách gọi chung của ba con sông nói trên, nơi có nhiều đền thờ hai ông. Hai anh em thánh Tam Giang là bậc tướng, trí dũng song toàn, "sinh vi dũng tướng, tử vi minh thần". Trong tín ngưỡng dân gian của người Việt cổ vùng trung du thì việc thờ Thánh Tam Giang Trương Hống, Trương Hát rất phổ biến, đặc biệt tập trung dày đặc ở các làng quan họ cổ đất Kinh Bắc. Theo tác giả Thanh Huyền trên trang của Sở Văn hóa - Thể thao - Du lịch Bắc Giang thì: "Thánh Tam Giang là nhân vật huyền thoại được xây dựng có lý lịch trần gian trong bối cảnh lịch sử cụ thể. Các bản thần tích cho thấy đức Thánh Tam Giang là các vị Thần sông được nhân Thần hoá vào thế kỷ X và được phong Thần thờ ở sông Cầu từ thế kỷ X trở đi".

## Xuất thân
Trương Hống, Trương Hát sinh ra trong một gia đình gồm năm anh em, bốn trai, một gái. Ba người còn lại trong gia đình là Trương Lừng, Trương Lẫy, và người con gái là Trương Đạm Nương. Năm anh em sinh ngày 15, tháng Giêng, năm Nhâm Ngọ (502), người làng Vân Mẫu, xã Vân Mẫu, huyện Quế Dương, quận Vũ Ninh, xứ Kinh Bắc (nay là thôn Hai Vân, phường Vân Dương, thành phố Bắc Ninh). Mẹ là con gái họ Phùng, tên hiệu là Từ Nhan, sinh năm Quý Hợi 483 thời Nam Bắc Triều.
Theo cuốn thần phả hiện được lưu giữ tại đền Vân Mẫu, thôn Hai Vân, phường Vân Dương, thành phố Bắc Ninh: Năm Phùng Từ Nhan 18 tuổi, vào đêm rằm tháng 11 năm Canh Thìn (500), nàng nằm chiêm bao thấy Thần Long quấn mình trên sông Lục Đầu, sau đó nàng mang thai. Sau 14 tháng mang thai, ngày 5 tháng 1 năm Nhâm Ngọ (502) Phùng Từ Nhan lên chùa lễ phật trở về đến xứ Cửa Cữu, làng Vân Mẫu thì trở dạ, sinh ra một bọc năm con. Do là con của thiên thần nên người mẹ lấy họ Trương là họ của Ngọc Hoàng Thượng đế để đặt cho các con và hết lòng chăm lo các con ăn học. Năm anh em là học trò của Tiên sinh Lã Thị người hương Chu Minh, lộ Bắc Giang (tức phường Hương Mạc, thành phố Từ Sơn ngày nay). Anh em học đến đâu lầu thông kinh sử đến đấy, ngày ngày chăm đọc binh thư, siêng rèn võ nghệ, nên đều là những người tinh thông văn võ. Khi anh em 17 tuổi thì mẹ mất (ngày 15 tháng 4 âm lịch năm Kỷ Hợi 519) và 5 anh em đã táng mẹ tại xứ đồng Bãi Cả, hiếu thảo thờ mẹ 3 năm.

## Tướng của Triệu Việt Vương

### Tiêu diệt giặc Lương ở Dạ Trạch
Năm 545 nhà Lương, đời vua Đại Đồng năm thứ bảy, cử tướng Dương Phiêu và Trần Bá Tiên đem quân sang xâm lược Việt Nam. Lý Nam Đế đem quân chặn đánh nhưng vì quân ít không cản được giặc phải rút về miền núi động Khuất Lão (Tam Nông, Phú Thọ) trao quyền cho tướng Triệu Quang Phục, rồi mất tại đó. Triệu Quang Phục đưa quân về đầm Dạ Trạch (Hưng Yên) đánh phục kích, đồng thời truyền hịch trong dân gian tìm người tài giỏi đánh giặc giúp nước.
Hai ông Trương Hống, Trương Hát nghe có hịch chiêu tài, anh em bàn nhau xin lệnh thầy, dụng kế lập thân, về quê mộ quân để đi giúp nước. Sau này các ông đến địa phận làng Tiên Tảo, huyện Kim Hoa, phủ Đa Phúc, lộ Bắc Giang thấy đất có thế ỷ giốc, tiến thoái lưỡng tiện có thể dụng binh liền cho quân hạ trại, làm tờ chiêu dụ nhân dân. Tờ rằng: "Đất nước Vạn Xuân ta đang thanh bình, càn nguyên hanh thái, bỗng đâu giặc Lương xâm lấn, xã tắc đảo điên, muôn dân khốn khổ. Bọn Hống-Hát chúng tôi xuất thân con nhà lam lũ, được học võ nghệ, có chút mưu cơ, dám đem sức lực người bản xứ, dấy binh cuốc cầy, địch cùng lang sói ngoại bang, giúp Triệu Việt Vương giữ an bờ cõi, dám mong chư vị bàn dân hưởng ứng nghĩa quân thì lấy làm may lắm". Phụ lão làng ấy tiếp tờ, thấy các ông dung dị khác thường, uy nghi đường bệ, thi đua nhau cho con cháu đi theo làm quân sĩ.
Triệu Quang Phục liệu thế không thể dùng sức thắng được Trần Bá Tiên, bèn lui về giữ đầm Dạ Trạch ở huyện Chu Diên, là nơi cỏ cây um tùm, bụi rậm che kín để cố thủ. Ban ngày, Triệu Quang Phục ra lệnh tuyệt không để khói lửa và dấu người, ban đêm dùng thuyền độc mộc đem quân ra đánh doanh trại của quân Bá Tiên, giết và bắt sống rất nhiều, lấy được lương thực để làm kế cầm cự lâu dài. Bá Tiên đuổi theo hút mà đánh, nhưng không thể tiến sâu vào trong đầm lầy được.
Năm 548, trong lúc đang giao tranh thì nước Lương có loạn, Trần Bá Tiên được lệnh mang quân về cứu Vua Lương. Triệu Quang Phục sau đó lên ngôi vua.

### Tôi trung chẳng thờ hai vua
Được tin Triệu Quang Phục lên ngôi vua, Lý Phật Tử (người họ Lý Nam Đế) đã đem quân đánh lại nhưng không thắng, bèn dùng kế cầu hôn gả con. Trương Hống và Trương Hát đã can Triệu Việt Vương đừng gả Cảo Nương cho Nhã Lang. Nhưng Triệu Quang Phục không nghe, mắc mưu của Lý Phật Tử rồi bị đánh úp. Lý Phật Tử lên ngôi vua, tự xưng là Hậu Lý Nam Đế. Biết rằng Trương Hống, Trương Hát là hai vị tướng tài giỏi bèn cho người mời ra làm quan. Song các ông nhất lòng trung quân, không theo Lý Phật Tử, thưa lại rằng: "Tôi trung chẳng thờ hai vua, gái trinh chẳng đổi hai chồng, huống hồ ngươi là người bội nghĩa mà còn muốn khuất cái tiết bất di dịch này ư?". Biết không thể khuất phục được, Lý Phật Tử lệnh truy bắt các ông khắp nơi. Các ông trốn vào ở núi Phù Long; Nam Đế nhiều lần cho người đến truy nã không được, mới treo ngàn vàng cầu người bắt. Các ông bàn nhau cùng đem gia quyến xuôi dòng sông Cầu, uống thuốc độc để giữ trọn tấm lòng trung với vua. Ngọc Hoàng Thượng đế phong Trương Hống, Trương Hát làm thần sông. Nhân dân dọc theo sông Cầu và các nơi các ông từng đóng quân đánh giặc đã vô cùng khâm phục, thương tiếc, lập đền thờ làm Thần.

## Truyền thuyết "Nam quốc sơn hà"
Câu chuyện truyền thuyết nhắc tới Trương Hống, Trương Hát nhiều nhất là câu chuyện về sự ra đời của bài thơ Nam quốc sơn hà – được cho là Tuyên ngôn độc lập đầu tiên của Việt Nam. Truyền thuyết này là loại truyền thuyết anh hùng thường thấy trong lịch sử dân tộc Việt Nam. Đây là truyền thuyết được văn bản hóa sớm nhất ở sách Việt điện u linh (1329). Ngoài ra, truyền thuyết còn được ghi lại trong các bộ sử lớn như Đại Việt sử ký toàn thư và các sách sử khác như Việt sử tiêu án, Việt sử tiệp kính, trong các bộ sách khác như Lịch triều hiến chương loại chí, Đại Nam nhất thống chí,... Mặt khác, truyền thuyết này cũng sớm được lấy lại trong Lĩnh Nam chích quái và các sưu tập truyện cổ dân gian khác như Thiên Nam vân lục liệt truyện, Mã lân dật sử, các sách sử như Việt sử diễn âm, Việt sử quốc âm, Thiên Nam ngữ lục và các bản thần tích sưu tầm trước đây và hiện nay.

### Truyền thuyết về bài thơ Thần lần một
Năm Tân Tị niên hiệu Thiên Phúc (981), triều Lê, Tống Thái Tông sai tướng quân Nhân Bảo, Tôn Toàn đem binh xâm lược phương Nam đến cửa biển Đại Than. Vua Đại Hành cùng tướng quân Phạm Cự Lượng dựng lũy, cầm cự với giặc ở sông Đồ Lỗ. Lê Đại Hành đêm canh ba nằm mộng thấy thần nhân tới bái lạy trên sông. Thần kể sự tình lúc còn sống theo vua đánh giặc, chết được Thượng đế thương tình ban tên cho là Thần bộ quan (thủy thần), thống lĩnh tướng các âm binh. Nay giặc Tống sang xâm phạm bờ cõi, xin được cùng hoàng đế đánh giặc Bắc Tống để cứu sinh dân". Vua tỉnh dậy, lập tức thắp hương khấn vái xin được thần nhân trợ giúp, sau đó giết súc vật, đốt vàng mã làm lễ cúng tế. Đêm ấy, Đại Hành lại mộng thấy thần nhân thống lĩnh âm binh tiến đánh giặc. Canh ba, đêm tháng mười, trời đất tối đen, mưa to gió lớn đùng đùng, quân Tống kinh hoàng, tháo chạy tán loạn, thần nhân ẩn mình trên không trung lớn tiếng ngâm thơ:
Nam quốc sơn hà Nam đế cư,

Hoàng thiên dĩ định tại thiên thư,

Như hà Bắc lỗ lai xâm phạm,

Hội kiến thịnh trần tận tảo trừ.

Sông núi nước Nam vua Nam ở,

Trời xanh đã định trong sách trời,

Cớ sao giặc Bắc sang xâm phạm,

Sẽ gặp cuồng phong đánh tơi bời.

Quân Tống nghe bài thơ đó đánh giết lẫn nhau rồi mạnh ai người nấy chạy tháo thân về nước. Vua phong thưởng tướng sĩ rồi truy phong công lao hai thần. Một là Khước Địch đại vương, lập đền ở ngã ba sông Long Nhãn (hay Long Nhỡn, cũng là sông Thương?). Một là Uy Linh đại vương, lập đền ở ven sông Như Nguyệt".

### Truyền thuyết về bài thơ Thần lần hai
Xét Sử ký của Đỗ Thiện chép thời Nam Tấn Vương nhà Ngô đi đánh giặc Lý Huy ở Long Châu (Tây Long), đóng quân ở cửa Phù Lan (sông Lục Đầu), đêm ngủ mộng thấy hai người y quan kỳ vĩ, diện mạo khôi ngô, đến xin tòng quân trợ chiến. Sau khi Thần kể hết sự tình lúc sống theo Triệu Quang Phục đánh giặc, chết được Thượng đế thương vô tội chết chẳng phải mệnh, phong làm Thủy thần, thống lĩnh tướng các âm binh, hiệu là Thần Giang Đô Phó Sứ, đã từng trợ thuận Ngô Quyền trong chiến dịch Bạch Đằng. Vua tỉnh dậy, bảo đem cỗ rượu đến điện tế, khấn rằng: Quả có anh linh, hãy phù trợ chiến dịch này, nếu được thắng lợi, tức thì dựng miếu và phong tước, hương hỏa đời đời. Lại hôm khác, vua mộng thấy hai Vương đốc binh, bộ ngũ liên thuộc đều có mặt mày như quỷ thần cả, hàng ngũ rất nghiêm, bộ lạc rất chỉnh tề hội tại cửa Phù Lan. Binh ông anh đóng từ sông Vũ Bình đến sông Như Nguyệt tiến đến đầu nguồn sông Phú Lương; Binh ông em đi từ men sông Lạng Giang vào sông Nam Bình (sông Thương). Vua tỉnh dậy bảo với tả hữu, quả nhiên trận ấy được toàn thắng. Bình xong giặc Tây Long, vua sai Sứ chia chỗ lập đền thờ, đều phong làm Phúc Thần một phương, chiếu phong anh là Đại Đương Giang Đô Hộ Quốc Thần Vương, lập đền ở cửa sông Như Nguyệt (cửa sông Cà Lồ, Ngã ba Xà, chỗ sông Cà Lồ đổ ra sông Cầu). Còn em là Tiểu Đương Giang Đô Hộ Quốc Thần Vương, lập đền ở cửa sông Nam Bình (cửa sông Thương).
Thời vua Nhân Tông nhà Lý (1075), binh Tống nam xâm kéo đến biên cảnh; vua sai Thái uý Lý Thường Kiệt dựa bờ sông đóng cừ để cố thủ. Một đêm kia quân sĩ nghe trong đền có tiếng ngâm to rằng:
"Sông núi nhà Nam Nam đế ở
Phân minh trời định tại thiên thư.
Cớ sao nghịch lỗ sang xâm phạm?
Bọn chúng rồi đây sẽ bại hư."
Quả nhiên quân Tống chưa đánh đã tan rã. Thần mộng rõ ràng, mảy lông sợi tóc chẳng sai.

## Nơi thờ
Có 372 làng tôn thờ Đức Thánh Tam Giang ở 16 huyện thị thuộc 5 tỉnh ven các triền sông Cầu từ Đu, Đuổng (Thái Nguyên), qua Ngã Ba Xà (Tam Giang - Yên Phong), rồi tới Lục Đầu Giang (sông Cầu dài 290 km, như vậy trung bình cứ 1 km lại có một làng thờ) vì thế mà dân gian lưu truyền phương ngôn "Thượng Đu Đuổm, hạ chí Lục Đầu giang" để nhắc đến việc tôn thờ thánh Tam Giang ở các làng ven sông Cầu. Theo kết quả kiểm kê năm 2013 của Ban Quản lý di tích tỉnh Bắc Giang thì Bắc Giang có 100 di tích đình, đền, nghè thờ Thánh Tam Giang.
Niên hiệu Trùng Hưng năm đầu (Trần Nhân Tông), sắc phong Như Nguyệt Khước Địch Đại Vương, năm thứ tư gia phong Thiện Hựu Dũng Cảm. Các triều vua về sau: Trần, Lê đem quân đánh giặc phương Bắc tại dòng sông Cầu đều được Thần âm phù đánh thắng và đều có sắc phong cao nhất cho Thần là "Tam Giang thượng đẳng thần".
Dưới đây liệt kê một số nơi thờ Đức Thánh Tam Giang đã được xếp hạng di tích của Việt Nam:

### Tại Bắc Ninh
| STT | Tên di tích                                         | Địa phương         | Thời gian xây dựng            | Năm xếp hạng | Ghi chú |
| --- | --------------------------------------------------- | ------------------ | ----------------------------- | ------------ | --- |
| 1   | Đền Xà                                              | Yên Phong          | nhà Lý                        | -            | Thờ Trương Hống. Đền là nơi Lý Thường Kiệt đọc bài thơ Nam quốc sơn hà |
| 2   | Đình Diềm (Đình Viêm Xá)                            | thành phố Bắc Ninh | 1692                          | 1964         | Ngày 13/1/1964 |
| 3   | Đình Cổ Mễ                                          | thành phố Bắc Ninh | -                             | -            | |
| 4   | Đền Điều Sơn                                        | thành phố Bắc Ninh | -                             | -            | Thờ thân mẫu Thánh Gióng, Thánh Tam Giang, tướng Trần Lựu có công đánh giặc Minh thế kỷ XV |
| 5   | Đình Quả Cảm                                        | thành phố Bắc Ninh | nhà Lê (xây lại vào năm 1948) | -            | |
| 6   | Đình Đọ Xá                                          | thành phố Bắc Ninh | nhà Lê                        | -            | |
| 7   | Đình Trà Xuyên                                      | thành phố Bắc Ninh | nhà Lê (thế kỷ XVIII)         | -            | |
| 8   | Đình Đáp Cầu                                        | thành phố Bắc Ninh | nhà Lê                        | -            | |
| 9   | Đền Dương Ổ                                         | thành phố Bắc Ninh | nhà Lê                        | 2011         | |
| 9b  | Đình Đào Xá                                         | thành phố Bắc Ninh | nhà Lê                        | 2011         | |
| 10  | Cụm di tích Đền Vân Mẫu, Nghè Chu Mẫu, nhà cố Trạch | thành phố Bắc Ninh | -                             | -            | Là cụm di tích thờ phụng thân mẫu Thánh Tam Giang và Thánh Tam Giang (Trương Hống, Trương Hát, Trương Lừng, Trương Lẫy, Đạm Nương) |
| 11  | Đình Thọ Đức                                        | Yên Phong          | nhà Lê                        | 1990         | Đình làng Thọ Đức được Bộ Văn hóa xếp hạng là Di tích lịch sử theo Quyết định số 34-VH/QĐ ngày 9-1-1990. Theo nội dung thần tích, sắc phong thì đình thờ 5 vị thần là: Cường Bạo đại vương, Thánh Tam Giang, Nghiêm Công, Lễ Công, Đức Công vốn là các vị thần có công cùng với Thánh Gióng đánh thắng giặc Ân dưới thời Hùng Vương thứ VI. |
| 12  | Đền Can Vang (Đền Thọ Đức).                         | Yên Phong          | nhà Lý                        | 1990         | Đền Can Vang được Bộ Văn hóa xếp hạng là Di tích lịch sử theo Quyết định số 34-VH/QĐ ngày 9-1-1990. Đền là một địa điểm quan trọng trên phòng tuyết sông Như Nguyệt trong cuộc kháng chiến chống Tống, là nơi thờ Đức Thánh Tam Giang và Lý Thường Kiệt. Ngoài ra, đền Can Vang hiện còn thờ bốn vị Thánh khác..                            |
| 13  | Đình Quan Đình                                      | Yên Phong          | thời Lê Trung Hưng (TK XVII)  | 1988         | Đình Quan Đình được Bộ Văn hóa xếp hạng là Di tích lịch sử văn hoá theo Quyết định số 28/VH- QĐ ngày 18/01/1988. Các vị Thần được thờ ở đình Quan Đình là "Cao Sơn đại vương" (Thần Núi), "Thánh Tam Giang" (Trương Hồng và Trương Hát) và "Thổ Linh Chi Thần" (Thổ Thần).                                                                  |
| 14  | Đình Phù Lưu                                        | Từ Sơn             | Cuối thế kỷ XVI               | 1992         | Đình làng Phù Lưu được Bộ Văn hóa xếp hạng là Di tích lịch sử văn hoá theo Quyết định số 138/BVH, ngày 31/01/1992. Đền thờ thánh Tam Giang, phối thờ vừ tướng chí sỹ bản thôn). |
| 15  | Đình Phúc Tinh                                      | Tam Sơn- Từ Sơn    |                               |              | |

### Tại Bắc Giang
Di tích quốc gia đặc biệt
1. Đình Đông thuộc thôn Đông, thị trấn Bích Động, huyện Việt Yên. Đình là một ngôi đình cổ được xây dựng từ thời Lê Trung Hưng (thế kỷ XVIII) thờ Đức Thánh Trương Hống, Trương Hát, Hoàng Hoa Thám. Đình được công nhận di tích cấp quốc gia theo QĐ số 226/QĐ-BVH, ngày 5/02/1994. Đình Đông là một trong 23 điểm nằm trong hệ thống Di tích lịch sử những địa điểm Khởi nghĩa Yên Thế được xếp hạng là Di tích quốc gia đặc biệt năm 2012.[14]

Di tích cấp quốc gia
| STT | Tên di tích               | Địa phương | Thời gian xây dựng               | Năm xếp hạng | Ghi chú |
| --- | ------------------------- | ---------- | -------------------------------- | ------------ | --- |
| 1   | Đình Sen Hồ               | Việt Yên   | Cuối thế kỉ XVII                 | 2013         | Thờ Trương Hống, Diên Bình Công chúa (con gái vua Lý Thánh Tông) |
| 2   | Đình Trâu Lỗ, Đền Trâu Lỗ | Hiệp Hòa   | -                                | 1994         | Di tích kiến trúc nghệ thuật, được công nhận ngày 12/12/1994 theo QĐ số 3211/QĐ- BVH, thuộc xã Mai Đình, Hiệp Hòa.                                                                  |
| 3   | Đền Soi                   | Hiệp Hòa   | -                                | 1994         | Di tích lịch sử ATK 2, được công nhận ngày 15/10/1994 theo QĐ số 2754/QĐ-BVH, thuộc xã Hoàng Vân, Hiệp Hòa.                                                                         |
| 4   | Đền Vân                   | Việt Yên   | thời Lê Trung Hưng (thế kỷ XVII) | 1990         | Di tích kiến trúc nghệ thuật, được công nhận theo QĐ số 34-VH/QĐ, ngày 9/01/1990, thuộc Xã Vân Hà, huyện Việt Yên                                                                   |
| 5   | Đình Hữu Nghi             | Việt Yên   | thời Lê Trung Hưng (thế kỷ XVII) | 1995         | Di tích Kiến trúc Nghệ thuật, được công nhận theo QĐ số 1568/QĐ-BVH, ngày 20/4/1995, thuộc xã Ninh Sơn, huyện Việt Yên<. Đình thờ Đức thánh Tam Giang, Cao Sơn, Quý Minh đại vương. |

Di tích cấp tỉnh
- Huyện Việt Yên[16]

1. Đình Yên Ninh ở Thị trấn Nếnh Thờ Thánh Tam Giang và Cao Sơn - Quý Minh (Di tích Kiến trúc nghệ thuật)
2. Đình Cộng Khánh ở Thị trấn Nếnh Thờ Thánh Tam Giang (Di tích Lịch sử-Văn hóa)
3. Đình Trúc Tay ở Vân Trung Thờ Thánh Tam Giang (Di tích Lịch sử-Văn hóa)
4. Đình Nội Ninh ở xã Ninh Sơn Thờ Trương Hống (Di tích Lịch sử-Văn hóa)
5. Đình Mai Vũ ở xã Ninh Sơn Thờ ThánhTam Giang (Trương Hống,Trương Hát,Trương Thị Dạm Nương), Trịnh Trương Kiều, Trịnh Tương Nương (Di tích Lịch sử-Văn hóa)
6. Đình Cao Lôi ở xã Ninh Sơn Thờ Thánh Tam Giang và Thánh Mẫu (Di tích Lịch sử-Văn hóa)
7. Đình Ninh Động ở xã Ninh Sơn Thờ Thánh Tam Giang (Di tích Lịch sử-Văn hóa)
8. Đình Phúc Ninh ở xã Ninh Sơn Thờ Thánh Tam Giang (Di tích Lịch sử-Văn hóa)
9. Đình Giá Sơn ở xã Ninh Sơn 4 vị Đại tướng: Trương Hống Trương Hát Trương Lừng Trương Lẫy (Di tích Lịch sử-Văn hóa)
10. Đình Xuân Lạn ở Hương Mai Thờ ThánhTam Giang và Thánh Mẫu (Di tích Lịch sử-Văn hóa)
11. Đình Thượng ở Thượng Lan Thờ ThánhTam Giang và Cao Sơn - Quý Minh (Di tích Kiến trúc nghệ thuật)
12. Đình Dinh (Đình Chằm) ở Thượng Lan Thờ ThánhTam Giang, Cao Sơn, Quý Minh, Đô Thống, Thống Vinh (Di tích Lịch sử-Văn hóa)
13. Đình Khả Lý Thượng ở Quảng Minh Thờ ThánhTam Giang (Di tích Lịch sử-Văn hóa)
14. Đình Khả Lý Hạ ở Quảng Minh Thờ ThánhTam Giang (Di tích Lịch sử-Văn hóa)
15. Đình Mang ở Quảng Minh Thờ ThánhTam Giang (Di tích Lịch sử-Văn hóa)
16. Đình Thượng Lát ở Tiên Sơn Thờ ThánhTam Giang và Tiến sĩ Vũ Cẩn (Di tích Kiến trúc nghệ thuật)
17. Đình Quang Biểu ở Quang Châu Thờ ThánhTam Giang (Di tích Lịch sử-Văn hóa)

- Huyện Yên Dũng[17]

1. Đình Lão Hộ ở Lão Hộ Thờ ThánhTam Giang (Di tích Lịch sử-Văn hóa)
2. Đình Yên Tập Bến ở Yên Lư Thờ Cao Sơn, Quý Minh, Đức Thánh Tam Giang và Trương Đạm Nương (công chúa Chàng Thành) (Di tích Lịch sử-Văn hóa)
3. Đình Hạ Long ở Đồng Phúc Thờ ThánhTam Giang, Cao Sơn (Di tích Lịch sử-Văn hóa)
4. Đình Nam Sơn ở Đồng Phúc Thờ Thánh Tam Giang và Thánh Mẫu, thánh Cao Sơn, Diên Hy Bác trạch Đông Hải chi thần (Di tích Lịch sử-Văn hóa)
5. Đình Phú Mại ở Tư Mại Thờ ThánhTam Giang (Di tích Lịch sử-Văn hóa)
6. Đền Phượng Nhỡn ở Trí Yên Thờ ThánhTam Giang (Di tích Lịch sử-Văn hóa)
7. Đình Trung ở Nội Hoàng Thờ ThánhTam Giang, Cao Sơn-Quý Minh (Di tích Lịch sử-Văn hóa)
8. Đình Ninh Xuyên ở Tiến Dũng Thờ Đức Thánh Tam Giang là Trương Hát và Trương Đạm Nương (Di tích Lịch sử-Văn hóa)

- Huyện Tân Yên[18]

1. Đình Lý Cốt ở Phúc Sơn Thờ Đức Thánh Tam Giang, Cao Sơn, Quý Minh, Nữ Giã Đại thần (Di tích Lịch sử-Văn hóa)
2. Đình Dĩnh ở Việt Ngọc Thờ Đức Thánh Tam Giang, Cao Sơn, Quý Minh (Di tích Lịch sử-Văn hóa)
3. Đình Thể ở Việt Ngọc Thờ Đức Thánh Tam Giang, Cao Sơn, Quý Minh (Di tích Lịch sử-Văn hóa)
4. Đình Tế ở Lam Cốt Thờ Đức Thánh Tam Giang, Cao Sơn, Quý Minh (Di tích Lịch sử-Văn hóa)
5. Đình Trung ở Lam Cốt Thờ Đức Thánh Tam Giang, Cao Sơn, Quý Minh (Di tích Lịch sử-Văn hóa)
6. Đình Mỗ ở Ngọc Thiện Thờ Đức Thánh Tam Giang, Cao Sơn, Quý Minh (Di tích Lịch sử-Văn hóa)
7. Đình Hoãn ở Việt Lập Thờ Tam Giang Đô Thống, Cao Sơn, Quý Minh đại vương (Di tích Lịch sử-Văn hóa)
8. Đình Vũng ở Hợp Đức Thờ Đức Thánh Tam Giang; Cao Sơn, Quý Minh đại vương; Phổ Minh Ninh Trấn đại vương (Di tích Lịch sử-Văn hóa)
9. Đình Chậu ở Song Vân Thờ Đức Thánh Tam Giang; Cao Sơn, Quý Minh đại vương (Di tích Lịch sử-Văn hóa)

- Huyện Hiệp Hòa[19]

1. Đình Mai Phong ở Mai Trung Thờ Đức Thánh Tam Giang, Cao Sơn (Di tích Kiến trúc nghệ thuật)
2. Đình Trung Hòa ở Mai Trung Thờ Đức Thánh Tam Giang, Cao Sơn, Quý Minh (Di tích Lịch sử-Văn hóa)
3. Đình Lý Viên ở Bắc Lý Thờ Đức Thánh Tam Giang, Cao Sơn, Quý Minh (Di tích Lịch sử-Văn hóa)
4. Đền Long Động ở Bắc Lý Thờ Đức Thánh Tam Giang, Cao Sơn, Đổng Vĩnh, Nguyệt Hoa công chúa (Di tích Lịch sử-Văn hóa)
5. Đình Tân Chung ở Đồng Tâm Thờ Đức Thánh Tam Giang, Quý Minh (Di tích Kiến trúc nghệ thuật)
6. Đình Ninh Tào ở Hợp Thịnh Thờ Đức Thánh Tam Giang, Cao Sơn, Quý Minh, Diên Bình (Di tích Lịch sử-Văn hóa)
7. Đình Đa Hội ở Hợp Thịnh Thờ Đức Thánh Tam Giang, Cao Sơn, Quý Minh, Diên Bình, Đức Vua Bà, Trương Đạm Nương (Di tích Lịch sử-Văn hóa)
8. Đình Hương Ninh ở Hợp Thịnh Thờ Đức Thánh Tam Giang, Cao Sơn, Quý Minh (Di tích Lịch sử-Văn hóa)
9. Đình làng Dật ở Hợp Thịnh Thờ Đức Thánh Tam Giang (Di tích Lịch sử-Văn hóa)
10. Đình Cẩm Hoàng ở Xuân Cẩm Thờ Đức Thánh Tam Giang, Từ Nhan, Hằng Nga công chúa (Di tích Lịch sử-Văn hóa)
11. Đình Ngọ Xá ở Châu Minh Thờ Đức Thánh Tam Giang (Di tích Lịch sử-Văn hóa)
12. Đình Ngũ Phúc ở Châu Minh Thờ Đức Thánh Tam Giang (Di tích Lịch sử-Văn hóa)
13. Nghè Ngũ Giáp ở Mai Đình Thờ Đức Thánh Tam Giang, Đức Trương Kiền- con thứ tư của Trương Hống (Di tích Lịch sử-Văn hóa)
14. Đình Hữu Định ở Quang Minh Thờ Đức Thánh Tam Giang (Di tích Lịch sử-Văn hóa)
15. Đình Hương Thịnh ở Quang Minh Thờ Đức Thánh Tam Giang (Di tích Lịch sử-Văn hóa)
16. Đình Trên ở Đoan Bái Thờ Đức Thánh Tam Giang (Di tích Lịch sử-Văn hóa)
17. Đình làng Vai ở Đoan Bái Thờ Đức Thánh Tam Giang (Di tích Lịch sử-Văn hóa)
18. Đình Hà Nội ở Đại Thành Thờ Đức Thánh Tam Giang (Di tích Lịch sử-Văn hóa)
19. Đình Cẩm Xuyên ở Vân Cẩm Thờ Đức Thánh Tam Giang,Quý Minh, Đương Giang (Di tích Lịch sử-Văn hóa)

- Huyện Lục Ngạn[20]

1. Đình Sàng Bến ở Tân Quang Thờ Đức Thánh Tam Giang, Cao Sơn, Quý Minh, Nam Sơn, Hồng Vũ, Công chúa Nhà Lý (Di tích Lịch sử-Văn hóa)

### Tại Hà Nội
| STT | Tên di tích     | Địa phương | Niên đại      | Năm xếp hạng | Ghi chú |
| --- | --------------- | ---------- | ------------- | ------------ | --- |
| 1   | Đình Vân Điềm   | Đông Anh   | ??            | 2018         | Đình Vân Điềm tọa lạc ở thôn Vân Điềm (tên Nôm là Kẻ Đóm), xã Văn Hà, huyện Đông Anh, Hà Nội. Đình thờ Đức thánh Tam Giang, (Trương Hống, Trương Hát) có công giúp Lý Nam Đế dẹp giặc dựng nước nhà Vạn Xuân. |
| 2   | Đình Trùng Quán | Gia Lâm    | ??            | 2018         | Đình Trùng Quán, xã Yên Thường, Gia Lâm, Hà Nội thờ đức thánh Tam Giang. |
| 3   | Đền Thụy Hương  | Sóc Sơn    | đầu thế kỷ 17 | 1990         | Đền Thụy Hương thờ 4 anh em Trương, Hống, Trương Hat, Trương Lừng, Trương Lầy cùng bà em Đạm Nương có công trong cuộc kháng chiến chống quân xâm lược nhà Lương. 3 ông anh đầu được vua Triệu Việt Vương phong tướng, sau khi mất họ đã được nhân dân tôn làm Thánh Tam Giang và thờ phụng ở nhiếu làng xã dọc theo con sông Cà Lồ. |
| 4   | Đình Đức Hậu    | Sóc Sơn    | đầu thế kỷ 17 | 1994         | Đình làng Đức Hậu, xã Đức Hòa, huyện Sóc Sơn thờ các Thánh Tam Giang; tuy không rõ đình được xây từ bao giờ nhưng một số mảng chạm trổ còn lại đã cho thấy phong cách nghệ thuật của thế kỷ 17. Xếp hạng: Di tích Lịch sử—Văn hóa quốc gia (năm 1994). Địa chỉ: làng Đức Hậu, xã Đức Hòa, huyện Sóc Sơn, thành phố Hà Nội.          |
| 5   | Đình Đào Thục   | Đông Anh   | Hậu Lê        | 1994         | Làng Đào Thục, xã Thụy Lâm có ngôi đình ở ngay đầu làng, thờ ba vị thành hoàng là: Đức Thánh Tam Giang (một võ tướng giúp Triệu Quang Phục đánh giặc Lương giữa thế kỷ VI), Đức Thánh Đương Giang (một tướng giỏi giúp Đinh Bộ Lĩnh dẹp tan loạn 12 sứ quân cuối thế kỷ X) và Phi nương Hoàng hậu nhà Đinh.                         |
| 6   | Đền Chi Đông    | Mê Linh    | Hậu Lê        | 1993         | Làng Chi Đông (Nay là Thị Trấn Chi Đông) là một ngôi làng cổ nằm cạnh con sông cà lồ |
| 7   | Đền Hương Gia   | Sóc Sơn    | Đầu thế kỷ 17 | 1990         | Đền Hương Gia thờ anh em Trương Hống, Trương Hát, Trương Lừng, Trương Lẫy và cô em gái Đạm Nương – người đã có công giúp Triệu Việt Vương đánh tan quân xâm lược nhà Lương. Sau khi mất, các ông được phong thần, được thờ ở nhiều nơi, gọi là Thánh Tam Giang.                                                                     |

### Tại nơi khác
Danh sách di tích quốc gia của các địa phương thờ Đức thánh Tam Giang:
| STT | Tên di tích      | Địa phương           | Niên đại    | Năm xếp hạng | Ghi chú |
| --- | ---------------- | -------------------- | ----------- | ------------ | --- |
| 1   | Đình Khả Do      | Phúc Yên, Vĩnh Phúc  | ??          | 2018         | Đình Khả Do, xã Nam Viên thờ đức thánh Tam Giang; Minh Phi Hoàng Hậu - Thánh Mẫu sinh ra Đức Tam Giang; Tá Phụ Nương Tử - Em gái Đức Tam Giang đã có công trong việc phụ trách quân lương. |
| 2   | Đình Thượng Giã  | Phổ Yên, Thái Nguyên | ??          | 2012         | Đình Thượng Giã thuộc làng Tứ Thịnh, là đình chung của 4 khu: Hợp Thịnh, Tân Thịnh, Hưng Thịnh và Phú Thịnh của xã Trung Thành. Đình được xây dựng vào đầu thế kỷ XIX, thờ đức Thánh Tam Giang và các vị Thành hoàng làng. |
| 3   | Đình Hoàng Đàm   | Phổ Yên, Thái Nguyên | ??          | 2011         | Đình làng Hoàng Đàm xã Trung Thành thờ đức Thánh Tam Giang và tướng quân Phạm Cự Lượng thời nhà Đinh. |
| 4   | Đình Nam Đô      | Phổ Yên, Thái Nguyên | ??          | 2012         | Đình Nam Đô thuộc thôn Nam Đô (xã Đông Cao, huyện Phổ Yên) thờ Đức thánh Tam Giang. Bản thần tích của đình có nhắc đến tác phẩm Nam quốc sơn hà. |
| 5   | Đình Thanh Quang | Phổ Yên, Thái Nguyên | Thời Nguyễn | 1997         | Di tích lịch sử đình làng Thanh Quang, phường Đồng Tiến, thành phố Phổ Yên thờ Đức Thánh Tam Giang, nhị vị tướng tài dưới thời Tiền Lý. |
| 6   | Đình Đống Long   | Kim Động, Hưng Yên   | 1694        | 1998         | Đình Đống Long là một trong số đình làng có kiến trúc bề thế, hoành tráng và cổ kính trong huyện Kim Động. Đình thờ Tướng quân Triệu Quang Phục và 5 vị Thành Hoàng có tên là Trương Hống, Trương Hát, Trương Lừng, Trương Lẫy, và Trương Thị Kim Dung, những tướng tài đã lập nên nhiều chiến công lừng lẫy dưới cờ khởi nghĩa của Triệu Quang Phục. |
| 7   | Đình Tam Giang   | Văn Lâm, Hưng Yên    | -           | 1994         | Nơi thờ đức thánh Tam Giang. |

## Đánh giá
Việt điện u linh tập của Lý Tế Xuyên đánh giá:
| “ | Hai họ Trương đây là tôi Việt Vương, không chịu khuất phục vua Nam Đế, cái khí trung nghĩa hạo nhiên thường phảng phất ở khoảng trời đất, không nên lấy tý lông mảy vết mà bàn luận vậy. Sống làm danh tướng, chết là danh thần, cho vua Tấn Vương nằm thấy mà giặc Côn Lôn phá tan, ngâm bài thơ Nam Quốc mà quân nhà Tống không bị đánh tự tan vỡ, lấy sự báo ứng như thế, phong làm Phúc Thần, hưởng được cúng vái nghìn xưa, đội ân vinh phong tặng ở cửu trùng, hai đền thờ ngày nay vẫn còn, người ở hai bên sông đều tránh tên huý, gọi hát bằng xướng. Tinh anh đầy dẫy, nghìn trăm năm vẫn thường như một ngày, khiến cho đương thời, những kẻ cam lòng đầu giặc, mưu cầu phú quý một thời, đâu được trổi thơm muôn đời, khiến cho người ta thán mộ mà hăng hái lên như hai Vương này vậy. | ” |

## Giống Cao Lỗ
Đức thánh Tam Giang và Cao Lỗ đều là tướng giỏi của vua và đều sáng suốt khuyên vua không nên gả công chúa cho quân đối địch. Theo Đại Nam quốc sử diễn ca, Trương Hống, Trương Hát đã can Triệu Việt Vương đừng gã Cảo Nương cho Nhã Lang:
Có người: Hống, Hát họ Trương
Vũ biền nhưng cũng biết đường cơ mưu,
Rằng: "Xưa Trọng Thủy, Mỵ Châu,
Hôn nhân là giả, khấu thù là chân.
Mảnh gương vãng sự còn gần,
Lại toan dắt mối Châu Trần sao nên?

## Thông tin khác
Tại làng Nôm (nay là thôn Đại Đồng, xã Đại Đồng, Văn Lâm, Hưng Yên) - là một làng cổ có giá trị về lịch sử, văn hoá (như làng cổ Đường Lâm) và đã được đề nghị công nhận là di sản quốc gia) cũng có đình thờ Đức Thánh Tam Giang. Tương truyền xưa kia, Đức thánh Tam Giang là tướng dưới thời Hai Bà Trưng, có công đánh giặc giúp dân, cứu nước. Không những thế, ông còn hiển linh giúp vua Lê Đại Hành đánh tan quân Tống, được vua phong là "Hộ Quốc Phúc Thần". Ở làng Nôm cũng có một con sông nhỏ tên là sông Nguyệt Đức - cùng tên với sông Nguyệt Đức (sông Cầu) bắt nguồn từ Thái Nguyên (là một trong sáu con sông của sông Lục Đầu)